# 革叶蓼
革叶蓼（学名：Polygonum coriaceum）为蓼科蓼属下的一个种。

## 扩展阅读
- 維基物種上的相關：革叶蓼